# Mário Nicolau dos Reis

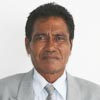
Mário Nicolau dos Reis

Mário Nicolau dos Reis (Marito Reis, * im Gemeinde Baucau, Portugiesisch-Timor) ist ein Politiker aus Osttimor. Er ist Mitglied der Partido Democrático (PD).

## Hintergrund
Reis engagierte sich im Widerstand gegen die indonesische Besatzung (1975–1999). Er war Sekretär der Region V. 2006 wurde Reis daher mit dem Ordem Nicolau Lobato für Zivilisten im Freiheitskampf geehrt. Reis war insgesamt zwölf Jahre Gefangener der Indonesier im Hochsicherheitsgefängnis Cipinang.
Während der UN-Verwaltung von Osttimor wurde Mário dos Reis 2000 von der UNTAET zum Transitional Administrator des damaligen Distrikts Baucau ernannt. Ab August 2007 war er Staatssekretär für Angelegenheiten der Veteranen der nationalen Befreiung und damit für die ehemaligen Kämpfer des Widerstands gegen Indonesien verantwortlich. Nach den Parlamentswahlen in Osttimor 2012 gab Reis sein Amt als Staatssekretär mit Antritt der neuen Regierung am 8. August ab.

## Familie
Mário ist der Bruder des im Freiheitskampf gegen die Indonesier 1979 umgekommenen Vicente dos Reis, der als Volksheld verehrt wird. Mários Schwester Terezinha de Jesus dos Reis ist seit 2005 Chefe de Suco in Bucoli. Der Bruder José Reis ist stellvertretender Generalsekretär der FRETILIN und seit 2017 Adjutant des Premierministers für Regierungsangelegenheiten im Ministerrang. Eine weitere Schwester ist für die FRETILIN Mitglied im Nationalparlament Osttimors. Der Sohn von Vicente ist Distriktkoordinator der FRETILIN in Baucau.